# سوسانا کامپوس
سوسانا کامپوس (اسپانیایی: Susana Campos‎؛ زاده ۳۱ اوت ۱۹۳۴-درگذشته ۱۶ اکتبر ۲۰۰۴) بازیگر آرژانتینی بود.
از فیلم‌های معروف او می‌توان به بازی در فیلیپه دربلی، کارآگاه و اسیر اشاره کرد.